# Pagasarri
Pagasarri är ett berg i Spanien.   Det ligger i provinsen Bizkaia och regionen Baskien, i den norra delen av landet, 300 km norr om huvudstaden Madrid. Toppen på Pagasarri är 673 meter över havet.
Terrängen runt Pagasarri är huvudsakligen kuperad.Runt Pagasarri är det glesbefolkat, med 19 invånare per kvadratkilometer. Närmaste större samhälle är Bilbao, 5,3 km norr om Pagasarri. I omgivningarna runt Pagasarri växer i huvudsak blandskog.